# Janina Stupnicka

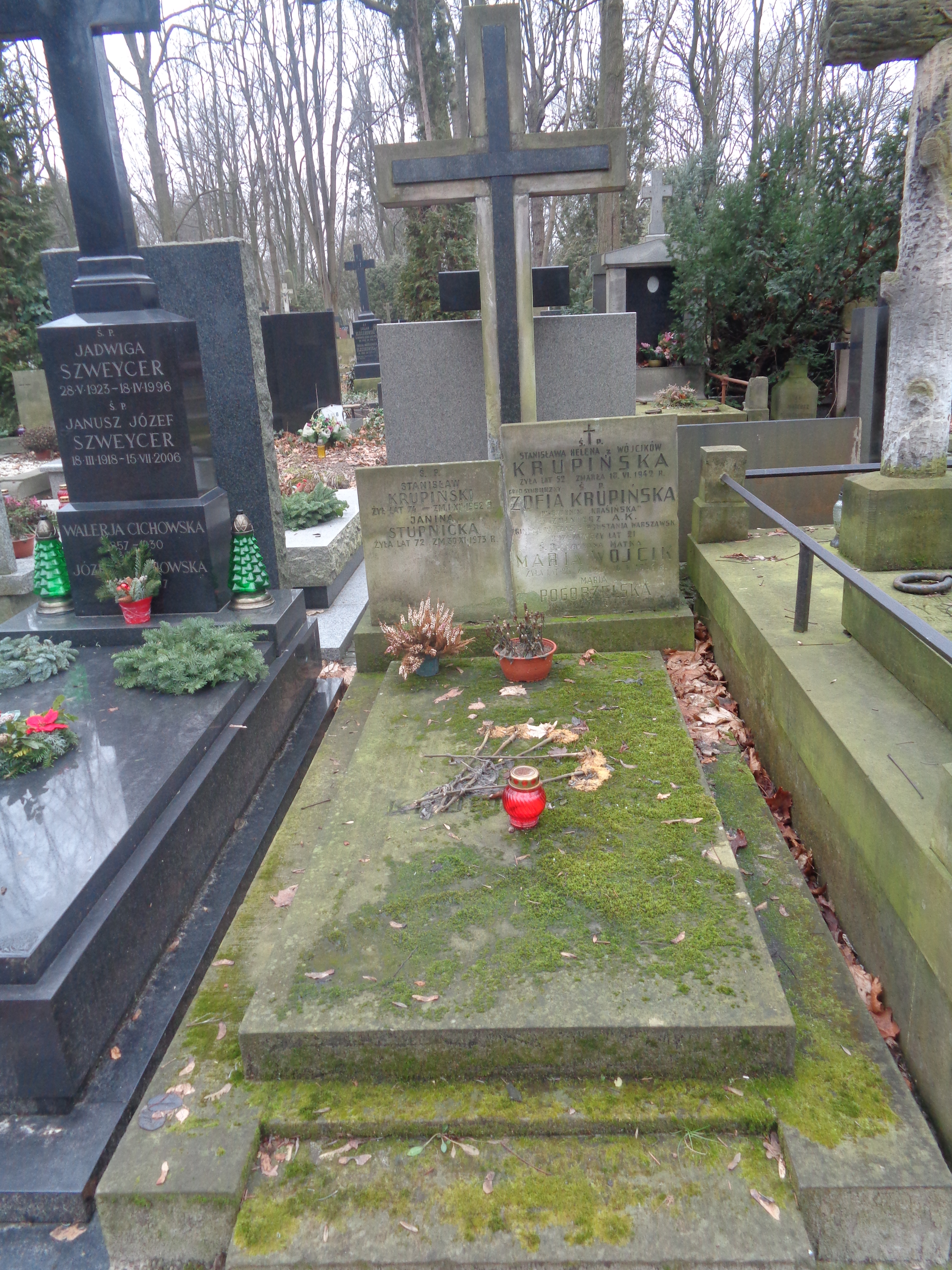
Grób Janiny Stupnickiej na cmentarzu Powązkowskim w Warszawie

Janina Stupnicka z domu Wójcik (ur. 28 lutego 1901, zm. 30 listopada 1973) – polska Sprawiedliwa wśród Narodów Świata.

## Życiorys
Janina Stupnicka ukończyła Szkołę Nauk Politycznych w Warszawie. Przed wojną pracowała jako nauczycielka. Jej mąż był starostą w Końskich. Po rozstaniu z mężem pracowała w administracji wojskowej. Przeprowadziła się wraz z matką i córką Anną do Warszawy, gdzie zamieszkały na ul. Mickiewicza 25 na Żoliborzu.
We wrześniu 1939 rodzina została ewakuowana z Warszawy. Po dotarciu do granicy rumuńskiej Janina pod wpływem matki zdecydowała się wrócić do okupowanej stolicy. Zajmowała się tam prowadzeniem ksiąg meldunkowych i administracji budynków. Dzięki przepustce pozwalającej poruszać się po getcie, zimą 1941 wraz z Anną wyprowadziła stamtąd żydowską dziewczynkę – Lilianę Alter, córkę działacza Bundu, Hilarego; matka Liliany zginęła w czasie wojny. Do wybuchu powstania warszawskiego Liliana, przedstawiająca się jako Krysia Wójcik, ukrywała się u Stupnickich. Dziewczynki brały udział w tajnym nauczaniu. Do mieszkania na Żoliborzu przychodzili także inni ukrywający się Żydzi: Ryszard Grynberg i Mikołaj Borenstein. Borensteinowi Janina pomogła załatwić kenkartę i pracę w sąsiednim budynku. Po wybuchu powstania kobiety przebywały w piwnicach domu. Po powstaniu kobiety trafiły do obozu przejściowego w Pruszkowie.
Stamtąd zostały skierowane przez Niemców do Krakowa. Podczas wywózki udało się zbiec. Wczesną wiosną 1945 przyjechały do Warszawy. Bezpośrednio po wojnie Stupnickie przeprowadziły się do Gdańska. Janina zaczęła pracować w administracji wojewódzkiej, podobnie jak przed wojną zajmowała się działalnością społeczną w Lidze Kobiet, w Towarzystwie Przyjaciół Żołnierza oraz w Polskiej Partii Socjalistycznej. Jej działalność spotykała się z dezaprobatą Urzędu Bezpieczeństwa, który wzywał ją na przesłuchania. Wróciły do Warszawy. Janina ponownie zaczęła pracować jako nauczycielka. W 1954 spłonął ich domek w Międzylesiu.
Cała trójka Żydów przeżyła wojnę. Anna Stupnicka utrzymywała kontakt z Grynbergiem do lat 70. Liliana Alter (po mężu Ridler) po wojnie wyjechała do cioci we Francji.
Janina Stupnicka zmarła w 1973. Została pochowana na cmentarzu Powązkowskim (kwatera 191-3-18).
W 1983 Janina Stupnicka wraz z córką zostały odznaczone przez Jad Waszem medalami Sprawiedliwych wśród Narodów Świata.